# Henri Somers
Henri 'Rik' Somers (Lille, 21 februari 1863 - Oostende, 9 december 1937) was hoofdmecanicien op de Belgica-expeditie (1897-1899) die onder het bevel van Adrien de Gerlache naar Antarctica voer. De expeditieleden kregen na hun reis internationaal aanzien voor hun wetenschappelijke verdiensten en omdat zij daar voor het eerst overwinterd hadden.
Henri Somers was geboren in Lille, maar bracht veel van zijn tijd door bij zijn familie in Brugge. In 1892 verhuisde hij naar Oostende, waar hij werk vond als mecanicien bij de Oostende-Doverlijn. Somers trouwde er en kreeg een dochter.

## De Belgica-expeditie (1897-1899)
Somers solliciteerde voor de expeditie als reactie op een advertentie uitgeschreven door de Gerlache. Hij kreeg de positie van hoofdmecanicien toegewezen, maar hij werd nog voor vertrek ontslagen nadat hij door kapitein Georges Lecointe betrapt was op openbaar dronkenschap in uniform. Toch mocht Somers meereizen tot Vlissingen. Na het vertrek van de nieuwe hoofdmecanicien kon Somers vervolgens tot Montevideo meereizen om twee jonge mecaniciens op te leiden. Hiermee was de vierendertigjarige Somers een van de oudere bemanningsleden. Van de crew was hij als enige getrouwd en had hij een dochter, die onder zijn afwezigheid zou sterven. Hij was ook de enige praktiserende gelovige aan boord. Tijdens de expeditie voerde hij de nodige reparaties uit en bedacht hij een methode om sneeuw om te smelten tot drinkwater. Zijn scheepsmaats beschreven hem als een opschepper en grappenmaker, maar ook als een onvermoeibaar werker. Door zijn opvoeding sprak hij zowel Vlaams als Frans, wat van pas kwam gezien de internationaliteit van de bemanning. Na de expeditie verkreeg Somers een zilveren medaille van het centraal comité van het Koninklijk Belgisch Aardrijkskundig Genootschap als dankbetuiging voor de wetenschappelijke verdiensten en opoffering van de bemanning. 

### Verdere leven
Somers was na de Belgica-expeditie werkzaam als hoofdmecanicien op de Oostende-Doverlijn. Hij overleed op 9 december 1937 te Oostende.  